# Éliás, a kis mentőhajó
Az Éliás, a kis mentőhajó (eredeti cím: Den lille redningsskøyta Elias) 2005-ben indult norvég televíziós 3D-s számítógépes animációs sorozat. 
Norvégiában az NRK Super tűzte műsorra. Magyarországon az RTL Klub adta le

## Ismertető
Éliás az ügyes és nagyon kíváncsi mentőhajó. Új mentőhajóként érkezik a többi hajó közé. Nagyon érdekli mi vár rá Tengerzugba. Érkezését a hajók közösen ünnepelték meg. Társai nagyon örültek, hogy egy új mentőhajó érkezett közéjük. Éliás is nagyon örült barátainak. Éliás meg akarja ismerni mind azt, amire egy mentőhajónak szüksége van. Vén Pisla és társai megtanítanak mindent, amire szüksége van Éliásnak. Végül Éliásból nagyon bátor és segítőkész mentőhajó lesz.

## Szereplők
- Éliás – A bátor és jószívű kis mentőhajó.
- Helinor – A kedves és segítőkész helikopter.
- Fürge – A mindig kíváncsi motorcsónak.
- Teknő – A kiöregedett, mindig álmos halászhajó.
- Góliát – A hajószerelő daru.
- Yachti- A jópofa és felelőtlen yacht.
- Halas Hálós – A mogorva halászhajó.
- Vén Pisla – Az öreg világítótorony.
- Csónakházak – A parti kicsi faházak.
- Bódé – A parti nagy faház.

## Magyar változat (RTL klub)
Magyar hangok
- Markovics Tamás – Éliás
- Bartucz Attila – Teknő
- Kassai Károly – Jachti
- Reviczky Gábor – Vén Pisla

## Epizódok
1. Isten hozott Tengerzugban
2. Vén Pisla
3. Bajuszbalzsam
4. Hiper Super Yachti
5. Halas Hálós bajba kerül
6. Halas Hálós a műhelyben
7. Megérkezik Fürge
8. Szeles Hegy, Teknő és Sirály
9. Vén Pisla új körtéje
10. Yachti próbaútja
11. A nagy verseny
12. Teknő a ködben
13. Tengerzug szörnye
14. Őrségben
15. Sirály sokkot kap
16. Vasárnap
17. A csipet szoros
18. Góliát rendet tesz
19. A szoros part
20. Fürge egyedül boldogul
21. Motorhiba
22. Yachti hazamegy
23. Feltámad a szél
24. A nagy vihar
25. Vakmerő hajó haragja
26. Halászverseny
27. Hol van Éliás?
28. Szuverina a szállítóhajó
29. Yachti bulija
30. Mese a feneketlen barlangról
31. A kísértethajó
32. Kis Pisla
33. Palackposta